# Allmän tofsmygga
Allmän tofsmygga (Chaoborus crystallinus) är en tvåvingeart som först beskrevs av De Geer 1776.  Allmän tofsmygga ingår i släktet Chaoborus och familjen tofsmyggor. Arten är reproducerande i Sverige. Inga underarter finns listade i Catalogue of Life.